# Savannah (gatto)
Il Savannah è un felino, un ibrido tra un servalo e un gatto domestico.

## Storia
Il primo esemplare, una femmina di nome Savannah, venne ottenuto il 7 aprile 1986 da Judee Frank, un'allevatrice di bengala che incrociò un maschio di servalo, appartenente a Suzi Woods, con una gatta siamese. Il Savannah di Judee Frank attirò l'attenzione di Patrick Kelley, che acquistò un cucciolo nel 1989. Fu Kelley stesso a favorire la creazione di una nuova razza di gatto domestico, aiutato da Joyce Stroufe che compì assieme a lui i passi necessari per far riconoscere la razza.
Nel 1996 Kelley e Stroufe scrissero la versione originale dello standard di razza e la presentarono al consiglio della International Cat Association (TICA). La razza, però, non fu riconosciuta fino al 2001. Il gatto Savannah può venire in diversi colori, tuttavia, gli standard di razza della International Cat Association (TICA) accettano solo modelli maculati con determinati colori e combinazioni di colori.

## Caratteristiche

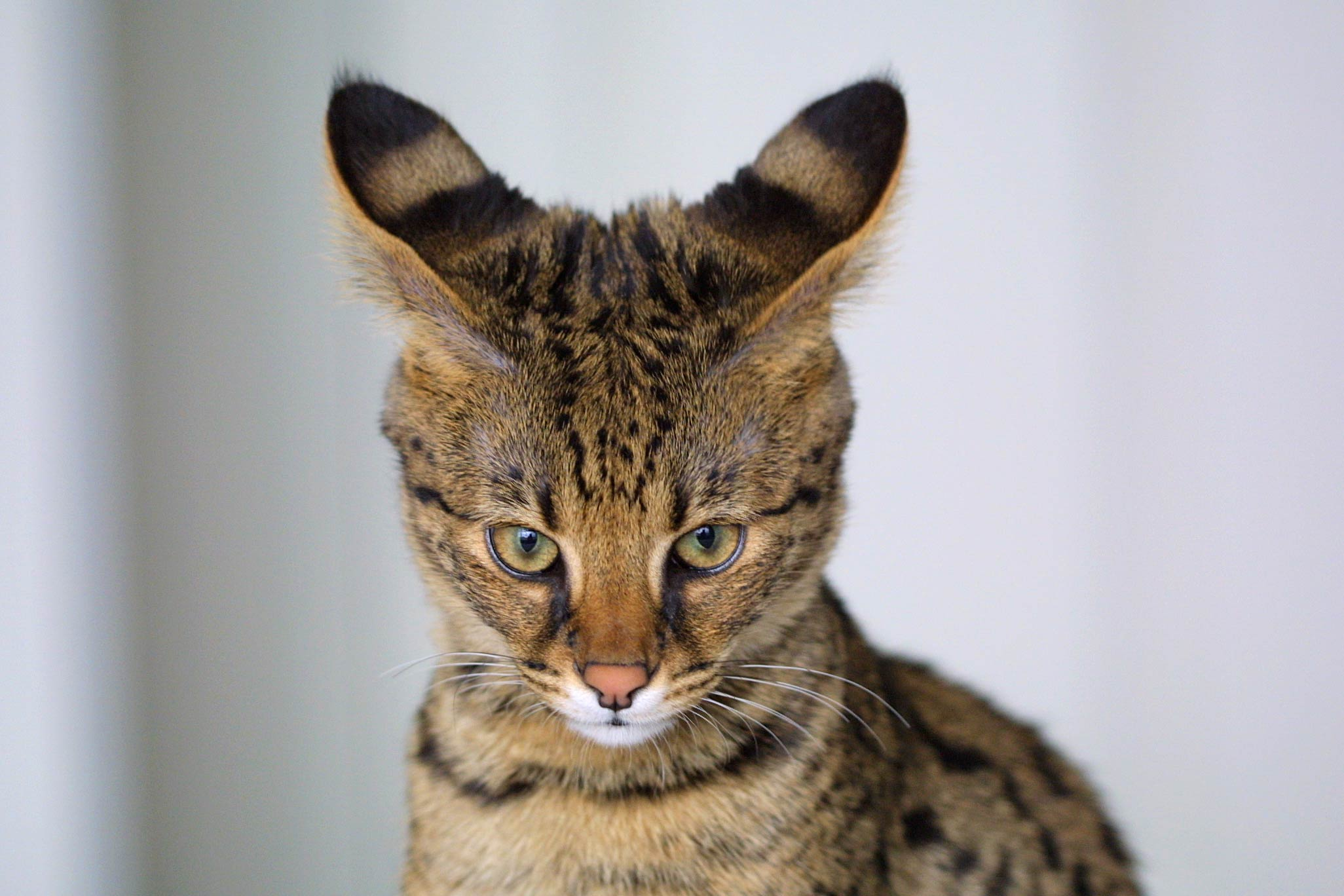
Primo piano di un esemplare di Savannah F1 di quattro mesi.

### Corpo
Corpo rettangolare, lungo e muscoloso dall'ossatura robusta e dalle zampe lunghe e sottili. La coda non è particolarmente lunga, ha uno spessore medio, smussata in punta che è colorata di nero. Quando è in piedi, solitamente l'estremità posteriore del corpo è più alta delle zampe.
La corporatura alta e magra dei Savannah inganna riguardo alle sue dimensioni: queste risultano maggiori rispetto al loro peso reale. Le dimensioni dipendono molto dalla generazione e dal sesso, con i gatti maschi ibridi F1 di solito i più grandi. Le generazioni F1 e F2 sono di solito le più grandi, a causa della più forte influenza genetica dell'antenato servalo. Come con altri gatti ibridi come il gatto chausie e il bengala, la maggior parte dei gatti di prima generazione possiede molti o tutti i tratti dell'aspetto esotico del servalo, mentre questi tratti spesso diminuiscono nelle generazioni successive. Gli esemplari maschi tendono ad essere più grandi delle femmine.
I Savannah della prima generazione possono pesare fino a 15kg, con il maggior peso solitamente attribuito ai maschi sterilizzati F1 o F2. I Savannah di generazione successiva (da F3 in poi) diminuiscono sensibilmente di peso arrivando ai 4,5 - 6kg. A causa dei fattori casuali nella genetica Savannah, le dimensioni possono variare in modo significativo, anche in una cucciolata.

### Testa
Forma triangolare leggermente più piccola del resto del corpo. Orecchie grandi, più larghe alla base e tonde in punta con ocelli caratterizzati da una fascia chiara centrale delimitata da tratti neri, grigi o marroni. Questi sembrano formare quasi la forma di un occhio.

### Occhi
Forma ovale allungata con il colore che può variare dal verde, al marrone, all'oro e all'ambra. A partire dai lati degli occhi, fino ai baffi, presentano delle marcature più scure che hanno l'utilità di proteggere l'animale dalla luce solare. Quando sono cuccioli il colore degli occhi è blu.

### Colore
L'unico mantello accettato dallo standard di razza TICA è il chiazzato. I modelli e i colori non standard includono: rosetted, marble, snow (point), blu, cinnamon, chocolate, lilac e altri colori diluiti derivati dalla genetica del mantello dei gatti domestici.
L'International Cat Association (TICA), per l'allevamento, richiede soltanto i seguenti tipi di colorazione:
- Brown tabby: mantello marrone caldo-freddo, marrone chiaro o dorato con macchie nere o marrone scuro.
- Silver tabby: mantello argento con macchie nere o grigio scuro.
- Nero: mantello nero con macchie nere.
- Black smoke: mantello argento con punta nera con macchie nere.[3]

## Genetica e riproduzione

### Genetica
Le generazioni vengono classificate con la lettera F seguita da un numero per identificare la quantità di genoma servalo nell'esemplare di Savannah:
- F1= Prima generazione, con un genitore servalo (50% servalo)
- F2= Seconda generazione, il servalo è il nonno (25%)
- F3= Terza generazione, servalo bisnonno (12,5% servalo)
- F4= Quarta generazione (6,25% servalo)
- F5= Quinta generazione (3,12% servalo)

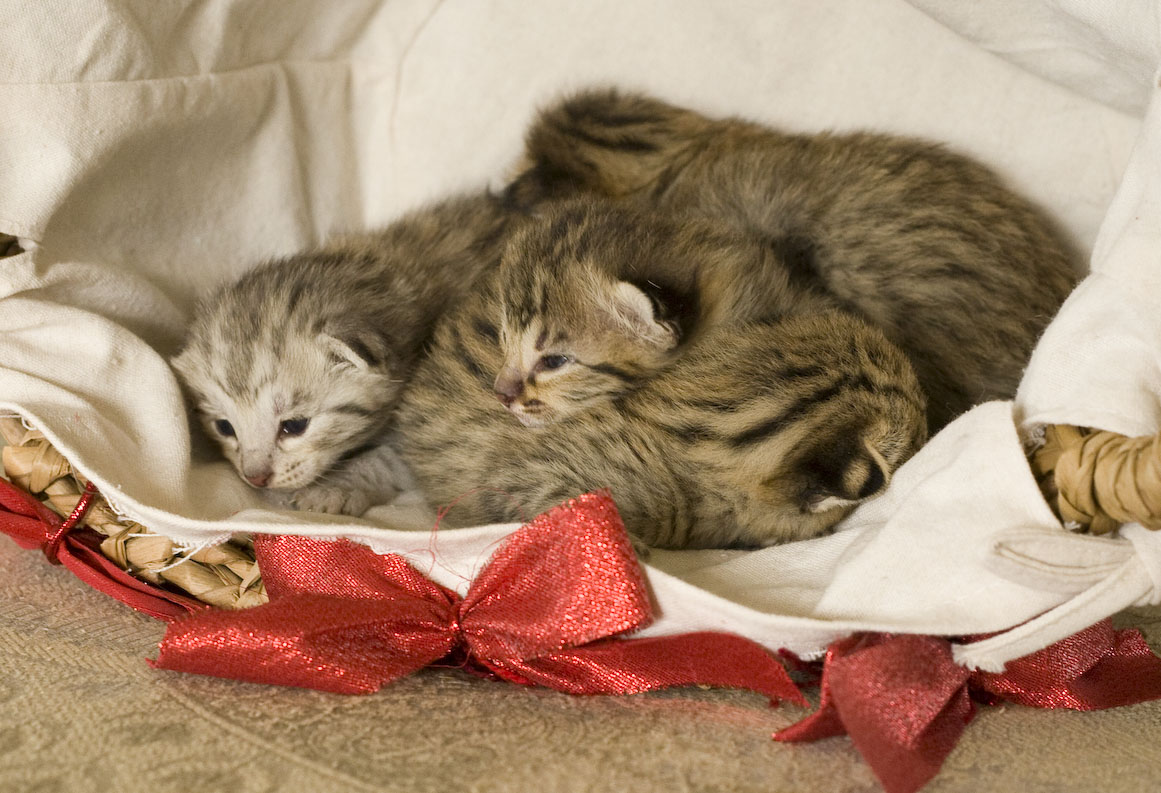
Cuccioli di Savannah F2 "B" di una settimana.

I Savannah F1 sono molto difficili da allevare a causa della differenza significativa nei periodi di gestazione tra il servalo e un gatto domestico (75 giorni per un servalo e 65 giorni per un gatto domestico) e cromosomi sessuali. Le gravidanze vengono spesso interrotte o i cuccioli nascono prematuramente. Inoltre, i servali possono essere molto esigenti nella scelta dei compagni e spesso non si accoppiano con un gatto domestico. In alcuni casi i Savannah possono raggiungere il 75% servalo. Tutti i casi di F1 al 75% (BC1) sono la progenie di una femmina F1 (vera F1) con un maschio servalo. Ci sono stati anche dei casi all'87,5% F1 (tecnicamente BC2), ma non si sa se questi siano sopravvissuti fino alla completa maturità e la fertilità è discutibile a quei livelli percentuali di servalo.  Più comune del 75% F1 è il 62,5% F1, che è il prodotto di una "F2A" (25% servalo, femmina) con un maschio servalo.
Un incrocio di Savannah può anche essere indicato dagli allevatori come "SV xSV" (SV è il codice TICA per la razza Savannah), oltre al numero di codice. I numeri di codice della generazione Savannah hanno anche un designatore di lettere che si riferisce alla generazione dell'allevamento da SV a SV:
- La lettera A indica che un genitore è un Savannah e l'altro è un incrocio.
- La lettera B è usata quando entrambi i genitori sono Savannah, con almeno un nonno A.
- La lettera C è usata quando entrambi i genitori sono Savannah e uno di loro è un B, quindi almeno un bis nonno è A.
- Le lettere SBT sono usate quando entrambi i genitori sono C, quindi ci sono almeno tre generazioni di Savannah.

Pertanto: A x (qualsiasi SV) = B; B x (B, C, SBT) = C; C x (C, SBT) = SBT, SBT x SBT = SBT.

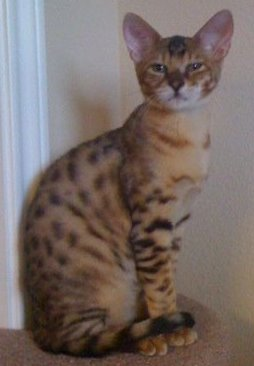
Esemplare di Savannah F3 di un anno.

I Savannah della generazione F1 sono sempre A, poiché il padre è un incrocio non domestico (il servalo). La generazione F2 può essere A o B. La generazione F3 può essere A, B o C. La generazione F4 è la prima generazione che può essere un gatto SBT ed è considerata "razza pura".
Essendo ibridi, i Savannah presentano alcuni problemi a livello genetico e poiché il maschio Savannah è il sesso eterogametico, questi sono più comunemente colpiti, come secondo la regola di Haldane. I maschi sono in genere di dimensioni maggiori e sterili fino alla generazione F5, sebbene le femmine siano fertili dalla generazione F1.
A partire dal 2011, gli allevatori hanno notato una ripresa della sterilità nei maschi nelle generazioni F5 e F6. Presumibilmente, ciò è dovuto alla maggiore percentuale di servalo nei gatti C e SBT. Il problema potrebbe anche essere aggravato dai geni secondari provenienti dal gatto leopardo negli incroci del Bengala, utilizzati pesantemente nelle fondamenta della razza.
Le femmine delle generazioni F1-F3 sono generalmente trattenute per la riproduzione, con solo i maschi offerti come animali domestici. Il contrario si verifica nelle generazioni F5-F7, ma in misura minore, con i maschi detenuti come gatti riproduttori e le femmine offerte principalmente come animali domestici.

### Riproduzione
L'International Cat Association (TICA) per gli incroci accetta soltanto: Mau Egiziano, Ocicat, Oriental Shorthair e gatti domestici a pelo corto. Alcuni allevatori utilizzano anche il Maine Coon per la sua stazza ed il Bengala per la stazza e la vivida macchiatura, tuttavia queste due razze non sono accettate dagli standard. Adesso che il Savannah è stato ufficialmente riconosciuto, nel campionato TICA, sono permessi soltanto accoppiamenti tra Savannah e Savannah, quindi da F2 in poi.

## Carattere
Essendo un ibrido fra un gatto selvatico e un gatto domestico, il Savannah ha un’indole piuttosto selvaggia, soprattutto nelle prime generazioni dove è maggiormente presente il DNA del servalo. Se ben addestrato durante i primi mesi di vita, sviluppa un carattere obbediente e devoto, che può portarlo a seguire il padrone in giro per casa. È molto curioso, attivo ed estremamente intelligente, tanto da poter essere addestrato al guinzaglio o a riportare una pallina. Una caratteristica spesso nota del Savannah è la sua abilità nel saltare. Sono noti per saltare su porte, frigoriferi e armadi alti. Alcuni possono saltare a circa 2,5 m di altezza da una posizione eretta. Sono animali molto curiosi, spesso imparano come aprire porte e armadi.
Molti Savannah non temono l'acqua, tanto da giocarci o addirittura immergersi, permettendo ai proprietari di fare loro dei saltuari bagni. Presentare una ciotola d'acqua a un Savannah può anche rivelarsi una sfida, poiché alcuni iniziano prontamente a buttar l'acqua fuori dalla ciotola fino a quando non sarà vuota, battendo le zampe anteriori sulla superficie.
Un'altra stranezza che questi gatti hanno, è quella di gonfiare la base della coda in un gesto di saluto, scuotendola per l'eccitazione o il piacere. Il leggero gonfiarsi della pelliccia alla base della coda non dev'essere confuso con quello derivato dalla paura che coinvolge la schiena e l'intera lunghezza della coda.
Vocalmente possono o cinguettare come i loro padri servali, miagolare come le loro madri domestiche, sia cinguettare che miagolare, o talvolta produrre suoni che sono una miscela dei due. Il cinguettio si osserva più spesso nelle prime generazioni. Il Savannah può anche "sibilare" (un sibilo simile a un servalo, molto diverso dal sibilo di un gatto domestico) che assomiglia al sibilo di un serpente, per quanto sia molto più forte. I comportamenti aggressivi (che includono anche il sibilo, o soffio) sono più frequenti nelle generazioni F1 e talvolta nelle F2, con il susseguirsi delle generazioni questi comportamenti possono attenuarsi o scomparire a seconda della socializzazione del gatto.

## Salute
Alcuni veterinari hanno notato che il servalo ha il fegato più piccolo rispetto alle sue dimensioni corporee rispetto ai gatti domestici e alcuni Savannah ereditano questa caratteristica, motivo per cui viene utilizzata una particolare cura nell'assegnare medicinali. I valori del loro sangue possono variare rispetto a quelli del gatto domestico a causa dei geni del servalo. Non ci sono peculiarità mediche note dei gatti ibridi che richiedono trattamenti medici diversi da quelli dei gatti domestici, nonostante ciò che molti allevatori credono. I valori ematici dei Savannah non sono noti per essere diversi dal tipico gatto domestico, nonostante i suoi geni servali.
Le femmine hanno una bassa prolificità, spesso si hanno parti prematuri o aborti, con conseguente difficoltà nella riproduzione e nella selezione. Le femmine partoriscono da uno a tre cuccioli, una volta l'anno.
Ha un'aspettativa di vita piuttosto lunga, compresa tra i 15 ed i 20 anni a seconda del patrimonio genetico del servalo.

### Dieta
Ci sono molte controversie riguardo alla dieta più adatta per questi animali, ma solitamente non necessitano di particolari attenzioni.

## Legislazione
In alcuni paesi, possedere un Savannah è vietato.
In Italia è proibito dalla legge possedere animali ottenuti dall’incrocio di specie selvagge, a meno che non siano già alla quarta generazione, quindi da F4 in poi. L'unica eccezione è l'allevamento a scopo riproduttivo, ma anch'esso è regolamentato dalla legge.